# Závadka nad Hronom
Závadka nad Hronom est un village de Slovaquie situé dans la région de Banská Bystrica.

## Histoire
Première mention écrite du village en 1611.

## Démographie

### Évolution de la population
| Année:               | 1994. | 2004.   | 2014.   | 2024.    |
| -------------------- | ----- | ------- | ------- | -------- |
| Nombre de personnes: | 2600  | 2468    | 2420    | 2099     |
| Différence:          |       | -5,07 % | -1,94 % | -13,26 % |

| Année:               | 2023. | 2024.   |
| -------------------- | ----- | ------- |
| Nombre de personnes: | 2103  | 2099    |
| Différence:          |       | -0,19 % |